# Françoise Blanchard
Françoise Blanchard (Saint-Mandé, 6 giugno 1954 – Caen, 29 maggio 2013) è stata un'attrice e doppiatrice francese.

## Biografia
Iniziò la sua carriera da attrice nel 1979 con il film Les Joyeuses Colonies de vacances, recitando in totale in più di venti film diversi e di vario genere.
Il successo arrivò agli inizi degli anni ottanta, periodo nel quale recitò nella maggior parte dei suoi film con registi quali Jesús Franco e Richard Balducci.
È morta di cancro nel 2013.

## Filmografia parziale

### Cinema
- Les Joyeuses Colonies de vacances, regia di Michel Gérard (1979)
- Une si jolie petite fille (1980)
- Une maison bien tranquille (1981)
- Caligola e Messalina, regia di Bruno Mattei (1981)
- La Maison Tellier (1981)
- Les Brigades roses, regia di Jean-Claude Strömme (1981)
- L'Oasis des filles perdues (1981)
- Les P'tites Têtes (1982)
- N'oublie pas ton père au vestiaire, regia di Richard Balducci (1982)
- Nerone e Poppea, regia di Bruno Mattei (1982)
- La morte vivante, regia di Jean Rollin (1982)
- El hundimiento de la casa Usher, regia di Jesús Franco (1982)
- L'émir préfère les blondes, regia di Alain Payet (1983)
- On l'appelle catastrophe, regia di Richard Balducci (1983)
- Les Trottoirs de Bangkok, regia di Jean Rollin (1984)
- Vénus (1984)
- Y'a pas le feu, regia di Richard Balducci (1985)
- Le Facteur de Saint-Tropez, regia di Richard Balducci (1985)
- Les Amazones du temple d'or, regia di Alain Payet (1986)
- Sida, la peste del siglo XX, regia di Jesús Franco (1986)
- À la poursuite de Barbara (1991)
- Alliance cherche doigt, regia di Jean-Pierre Mocky (1997)
- La Nuit des horloges, regia di Jean Rollin (2007)